# 入江啓四郎
入江 啓四郎（いりえ けいしろう、1903年4月20日 - 1978年8月13日）は、日本の国際法学者・ジャーナリスト。

## 人物
鳥取県西伯郡春日村（現・米子市）生まれ、上海で育つ。1919年豊浦中学校中退。1921年日本中学校卒業。1923年第一早稲田高等学院卒業。1927年3月、早稲田大学法学部卒業。1927年4月、ジャパンタイムズに記者として入社。その後、日本新聞連合社記者を経て、1936年1月、同盟通信社に勤務、1937年に同社パリ支局長。1939年に同社ジュネーヴ支局長。『ヴェルサイユ体制の崩壊』全3巻を上梓する。1945年同社編集局外信部長。1945年、時事通信社編集局外信部長。1946年、同社時事研究所長。1953年、愛知大学法経学部教授（新聞学・国際法を担当）。1957年成蹊大学政治経済学部教授（国際法を担当）。1962年、同大学政治経済学部長（1963年まで）。1965年、成蹊大学退職。1966年、早稲田大学法学部客員教授（国際法を担当）。1975年、早稲田大学定年退職。日本ジャーナリスト専門学校専任講師（1976年まで）。1976年、創価大学法学部教授（国際法を担当）をつとめた。1976年11月3日、勲三等瑞宝章受章。1978年、創価大学在職中に逝去。国際政治学者・入江昭は息子。

## 著書
- 『中国報紙研究法 支那新聞の読方』（タイムス出版社 1935年）
- 『支那辺疆と英露の角逐』（ナウカ社 1935年）
- 『支那に於ける外資制節と排外法規 東亜研究講座』（東亜研究会 1936年）
- 『中国に於ける外国人の地位』（東京堂 1937年）
- 『ヴェルサイユ体制の崩壊』（共栄書房 1943年-1944年）
- 『国際条約と日本』（時事通信社 1950年）
- 『日本講和条約の研究』（板垣書店 1951年）
- 『国際公法』（法文社 1955年）（法学新書）
- 『現代国際問題要論』（弘文堂 1958年）（アテネ新書）
- 『領土・基地 三一新書』（1959年）
- 『現代の国際法』（社会思想研究会 1959年）（現代教養文庫）
- 『制憲工作の国際的背景』（憲法調査会事務局 1959年）
- 『国際的影響下の制憲事業』（憲法調査会事務局 1961年）
- 『中・印紛争と国際法』（成文堂 1964年）
- 『国際法解義』（成文堂 1965年）
- 『中国古典と国際法』（成文堂 1966年）
- 『国連事務総長』（日本国際問題研究所 1966年）
- 『The Principles of International Law in the Light of Confucian Doctrine』, The Hague Academy Collected Courses Online (n°120) (1967年)
- 『国際不正競争と国際法』（成文堂 1967年）
- 『国際経済紛争の争訟処理』（成文堂 1971年）
- 『国際法上の賠償補償処理』（成文堂 1974年）
- 『開発途上国における国有化』（早稲田大学比較法研究所 1974年）
- 『列伝体史苑散策』（成文堂 1975年）

## 編著
- 『講和問題の基礎知識（編）』（時事通信社 1950年）
- 『国際連合小事典』（芳賀四郎共編 国連出版社 1951年）
- 『国際問題の教室』（有斐閣 1957年）
- 『外交史提要』（大畑篤四郎共著 成文堂 1964年）
- 『現代中国の国際関係』（安藤正士共編 日本国際問題研究所 1975年）
- 『多国籍企業の法的研究 入江啓四郎先生追悼』（宮崎繁樹編 成文堂 1980年）

## 注
1. ↑  コトバンク
2. ↑  小室金之助「追悼文」『創価法学　第8巻第1＝2合併号』創価大学法学会、1978.12、宮崎繁樹編『多国籍企業の法的研究　入江啓四郎先生追悼』成文堂、1980.8、495頁以下
3. ↑  入江啓四郎先生(1903-1978）のこと